# 영월 보덕사 목조아미타삼존불좌상
영월 보덕사 목조아미타삼존불좌상(寧越 報德寺 木造阿彌陀三尊佛坐像)은 대한민국 강원특별자치도 영월군 영월읍, 보덕사에 있는 조선시대의 불상이다. 2018년 10월 26일 강원특별자치도의 유형문화재 제178호로 지정되었다.

## 지정 사유
영월 보덕사 목조아미타삼존불좌상은 조각수법 등이 우수하고 조성 발원문을 통해 제작시기와 작가 등을 명확히 알 수 있는 기년명 불상이며 특히 경북 북부와 강원도 지역을 중심으로 활동하던 조각승들의 활동영역에 대한 이해를 높여준다는 점에서 조선 후기 불교조각 연구에 중요한 가치를 지니고 있으므로 지정 보존가치가 있다.

## 참고 문헌
- 영월 보덕사 목조아미타삼존불좌상 - 국가유산청 국가유산포털